# Савчук Костянтин Іванович
Костянти́н Іва́нович Савчу́к (1921, село Кам'яна, тепер Сторожинецького району Чернівецької області — ?) — український радянський діяч, тракторист Чернівецької МТС та колгоспу імені Дзержинського Сторожинецького району Чернівецької області. Депутат Верховної Ради УРСР 4-го скликання.

## Біографія
Народився в бідній селянській родині. Закінчив чотири класи сільської школи. Працював у сільському господарстві.
З вересня 1944 року — у лавах Червоної армії, учасник німецько-радянської війни. Служив візником взводу бойового харчування 2-го дивізіону 3-го гвардійського повітрянодесантного артилерійського полку 2-ї гвардійської повітрянодесантної дивізії.
З 1948 по 1949 рік навчався на курсах трактористів.
З 1949 по 1958 рік — тракторист трактора ХТЗ-НАТІ № 5 Чернівецької машинно-тракторної станції, яка обслуговувала село Кам'яну Чернівецького (тепер — Сторожинецького) району Чернівецької області.
З 1958 року — тракторист колгоспу імені Дзержинського села Кам'яної Чернівецького (тепер — Сторожинецького) району Чернівецької області.
Потім — на пенсії.

## Нагороди
- орден «Знак Пошани» (26.02.1958)
- орден Вітчизняної війни 2-го ст. (6.04.1985)
- медаль «За бойові заслуги» (13.05.1945)
- медалі